# Keratofir
Keratofir – skała magmowa głębinowa lub wylewna, wieku paleozoicznego albo starsza, o składzie mineralogicznym i strukturze podobnych do ryolitu lub trachitu, lecz wtórnie zmetamorfizowana wskutek procesów pneumatolizy lub procesów hydrotermalnych. Składa się z fenokryształów albitu, kwarcu (albitofir kwarcowy), rzadziej biotytu, sodowych piroksenów lub amfiboli, chlorytu, epidotu, kalcytu.
Odznacza się strukturą porfirową z mikrolitowym, sferolitowym lub felsytowym ciastem skalnym.
Nazwę keratofir wprowadził w 1874 r. C. W. Gümbel.
Keratofir potasowy – odmiana keratofiru zawierająca skaleń potasowy, która występuje rzadko. 
W Polsce keratofir spotykany wśród utworów z dolnego paleozoiku, występuje na Dolnym Śląsku w Górach Kaczawskich i Górach Bardzkich. W Górach Kaczawskich keratofiry występują w dwóch pasmach – północnym, ciągnącym się od Janówka do Bolkowa oraz południowym, w rejonie Jeżowa Sudeckiego i Kaczorowa (Lubrzy). Wśród keratofirów Gór Kaczawskich występują odmiany czysto sodowe, jak i sodowo-potasowe.